# Die Fledermaus

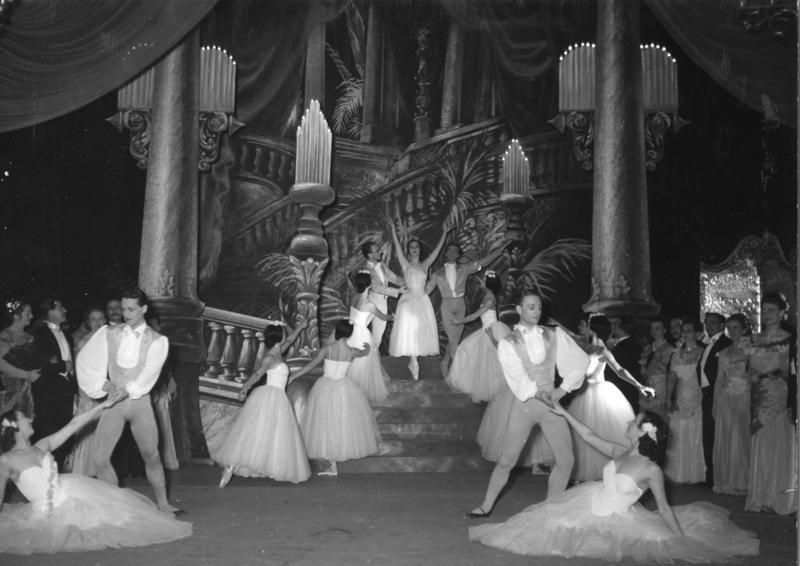
Szene aus der Fledermaus (Opernhaus Düsseldorf, 1954)

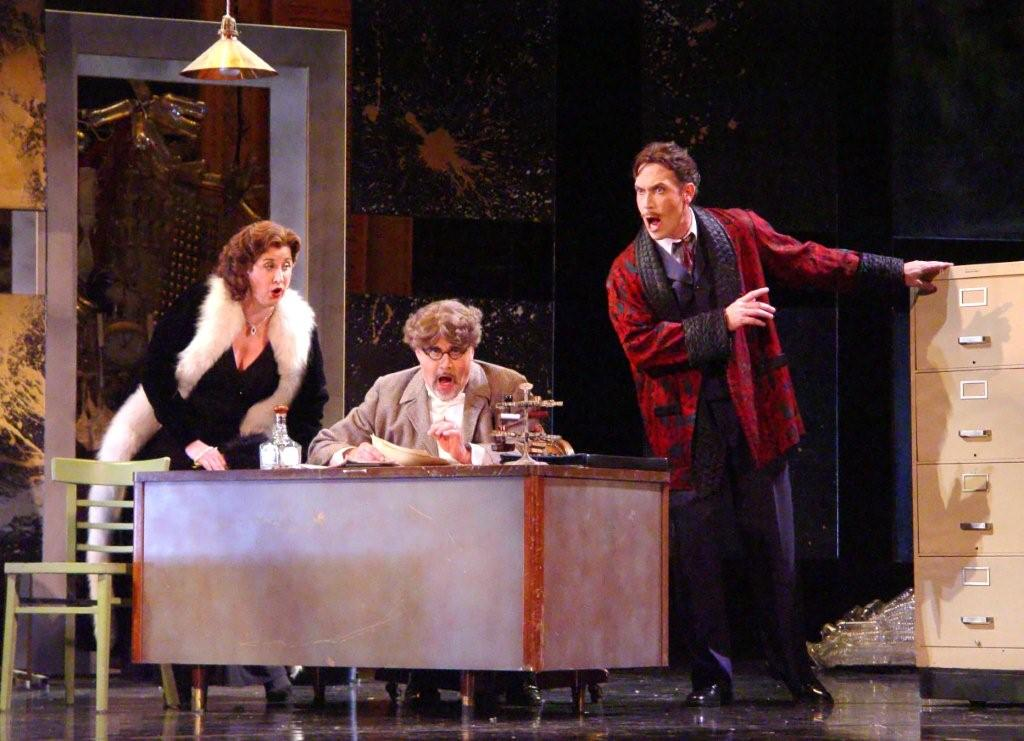
Szene aus der Fledermaus (Opera Theater of Pittsburgh, 2006)

Die Fledermaus ist eine Operette von Johann Strauss. Sie wurde 1874 in Wien uraufgeführt (Wiener Operette) und gilt als Höhepunkt der sogenannten „Goldenen Operettenära“.

## Handlung

### Erster Akt
Der sehr von sich überzeugte Gabriel von Eisenstein („Mir widersteht keine!“) muss eine Arreststrafe wegen Beleidigung einer Amtsperson antreten. Da befolgt er gerne den Rat seines Freundes Dr. Falke, sich in der Nacht zuvor noch beim Prinzen Orlofsky zu amüsieren. In Wirklichkeit hat Dr. Falke vor, sich für einen früheren Streich Eisensteins zu revanchieren (die Operette sollte ursprünglich „Die Rache einer Fledermaus“ heißen, was jedoch noch während der Proben verkürzt wurde). Rosalinde von Eisenstein lässt ihren Gemahl gern ziehen, als der vermeintlich ins Gefängnis aufbricht. Auch dem Kammermädchen Adele, das vorgibt, eine kranke Tante besuchen zu wollen, gibt sie frei.
Als alle weg sind, kommt Alfred, um sich mit Rosalinde zu vergnügen. Leider wird das Techtelmechtel vom Gefängnisdirektor Frank gestört, der Eisenstein abholen will: Da bleibt Alfred aus Rücksicht auf Rosalinde nichts übrig, als deren Gemahl zu spielen und sich ins Gefängnis abführen zu lassen.

### Zweiter Akt
Im Gartensalon bei dem jungen Prinzen Orlofsky verspricht Dr. Falke dem Prinzen, dass er heute noch viel zu lachen haben werde. Eisenstein tritt als „Marquis Renard“ bei ihm auf, Adele wird als die junge Künstlerin „Olga“ vorgestellt. Eisensteins Verdacht, sie sei sein Stubenmädel, weist sie zurück. Gefängnisdirektor Frank wird als „Chevalier Chagrin“ in die Gesellschaft eingeführt, und selbst die als ungarische Gräfin verkleidete Rosalinde erscheint – Dr. Falke hat sie kommen lassen mit dem Hinweis, ihr Ehemann sei dort. Es gelingt ihr, dem von ihr faszinierten Eisenstein (der sie nicht erkennt) seine Taschenuhr zu entwenden, die sie benötigt, um ihrem Gemahl (den sie natürlich erkannt hat) später seine Untreue zu beweisen.
Vom Champagner angeheitert, erzählt Eisenstein vor allen Gästen, wie er einst Dr. Falke blamierte, als er ihn in seinem Fledermauskostüm (sie waren auf einem Maskenball) dem Spott der Marktfrauen und Gassenbuben aussetzte.

### Dritter Akt
In der Morgenfrühe will der schwer bezechte Frank seinen Dienst als Gefängnisdirektor antreten. Der noch schwerer betrunkene Zellenschließer Frosch soll berichten, was inzwischen vorgefallen ist, und nutzt diesen Bericht zu einer mehr oder minder improvisierten Persiflage aktueller örtlicher Ereignisse. Da zeigt sich, dass Adele (mit ihrer Schwester Ida) Frank gefolgt ist. Adele gibt zu, wer sie wirklich ist, und bittet den vermeintlichen Chevalier, sie für die Bühne ausbilden zu lassen. Jetzt erscheint auch Eisenstein, der seine Strafe antreten will und nun von Frank erfährt, dass er ihn, Eisenstein, doch schon am Vortag in seiner Villa abgeholt hätte. Es stellt sich aber heraus, dass sein Doppelgänger kein anderer ist als Alfred; und als auch noch Rosalinde auftaucht, durchschaut Eisenstein das Verhältnis zwischen Alfred und seiner Frau, wird jedoch kleinlaut, als Rosalinde ihm die Uhr vorweist, die sie ihm in Gestalt der „ungarischen Gräfin“ bei Orlofskys Fest abgenommen hat.
Schließlich trifft die ganze Festgesellschaft mit Prinz Orlofsky und Dr. Falke ein. Jetzt wird klar: Die gesamte Inszenierung war Falkes gelungene „Rache der Fledermaus“. Der köstlich amüsierte Prinz verspricht Adele, sie als Mäzen zu fördern.

## Rollen und Besetzung
Der männlichen Hauptrolle, Gabriel von Eisenstein, stehen die zwei ebenbürtigen weiblichen Hauptrollen Rosalinde und Adele gegenüber. Sprechanteile und gesangliche Schwierigkeit der drei Hauptrollen sind etwa gleichwertig. Die Rolle des Eisenstein ist von Strauss für einen Spieltenor geschrieben, allerdings haben auch einige bedeutende Baritone die Partie eingespielt. Die Rolle der Adele ist eine klassische Soubrette.
Die wichtigsten Nebenrollen sind Dr. Falke (alias „die Fledermaus“), der Tenor Alfred, der Gefängnisdirektor Frank, der Gerichtsdiener Frosch sowie Prinz Orlofsky. Letzterer wurde von Johann Strauss als Hosenrolle für einen Mezzosopran angelegt, in einigen Inszenierungen wird die Partie auch von einem Tenor gesungen.
Das Werk ist neben den Gesangssolisten besetzt mit vierstimmigem Chor und einem Sinfonieorchester mit 2 Flöten (2. mit Piccolo), 2 Oboen, 2 Klarinetten, 2 Fagotten, 4 Hörnern, 2 Trompeten, 3 Posaunen, Pauken, Schlagzeug und Streichern (Violinen 1, Violinen 2, Violen, Violoncelli, Kontrabässe).

### Besetzung der Uraufführung
- Gabriel von Eisenstein: Jani Szika
- Rosalinde: Marie Geistinger
- Adele: Caroline Charles-Hirsch
- Ida, Adeles Schwester: Hermine Jules
- Alfred: Hans Rüdiger
- Dr. Falke: Ferdinand Lebrecht
- Dr. Blind: Carl Matthias Rott
- Frank: Carl Adolf Friese
- Prinz Orlofsky: Irma Nittinger
- Frosch: Alfred Schreiber

## Musikalische Nummern
-Ouvertüre
Erster Akt
- Nr. 1a, Introduction – „Täubchen, das entflattert ist“ (Alfred, Adele)
- Nr. 1b, Duettino – „Ach, ich darf nicht hin zu dir“ (Rosalinde, Adele)
- Nr. 2, Terzett – „Nein, mit solchen Advokaten“ (Eisenstein, Rosalinde, Blind)
- Nr. 3, Duett – „Komm mit mir zum Souper“ (Dr. Falke, Eisenstein)
- Nr. 4, Terzett – „So muss allein ich bleiben“ (Rosalinde, Adele, Eisenstein)
- Nr. 5, Finale I – „Trinke, Liebchen, trinke schnell“ (Alfred, Rosalinde, Frank)

Zweiter Akt
- Nr. 6, Chor und Ensemble – „Ein Souper heut’ uns winkt“ (Chor)
- Nr. 7, Couplet – „Ich lade gern mir Gäste ein“ (Orlofsky)
- Nr. 8, Ensemble und Couplet – „Ach, meine Herrn und Damen“ / „Mein Herr Marquis“ (Orlofsky, Dr. Falke, Ida, Adele, Eisenstein, Chor)
- Nr. 9, Duett – „Dieser Anstand, so manierlich“ (Eisenstein, Rosalinde)
- Nr. 10, Csárdás – „Klänge der Heimat“ (Rosalinde)
- Nr. 11a, Finale II – Ensemble und Chor „Im Feuerstrom der Reben“ (Orlofsky, Eisenstein, Rosalinde, Frank, Dr. Falke, Adele, Ida, Chor)
- Nr. 11b, Finale II – Ballett, „Marianka, komm und tanz mit mir“ (Chor) [Die Nr. 11b wird regelmäßig in Aufführungen und Einspielungen – außer in der unter Harnoncourt – gestrichen und durch eine andere Balletteinlage ersetzt.]
- Nr. 11c, Finale II – Ensemble und Chor „Genug damit, genug!“ (Orlofsky, Eisenstein, Frank, Rosalinde, Dr. Falke, Adele, Ida, Chor)

Dritter Akt
- Nr. 12, Entr’acte
- Nr. 13, Melodram – „Olga komm her, Ida auch“ (Frank)
- Nr. 14, Couplet – „Spiel’ ich die Unschuld vom Lande“ (Adele, Ida, Frank)
- Nr. 15, Terzett – „Ich stehe voll Zagen“ (Rosalinde, Alfred, Eisenstein)
- Nr. 16, Finale III – „O Fledermaus, o Fledermaus“ (Eisenstein, Dr. Falke, Orlofsky, Adele, Alfred, Rosalinde, Frank, Ida, Blind, Chor)

## Entstehungsgeschichte
Das Libretto der Operette geht auf das Lustspiel in vier Aufzügen Das Gefängnis des Leipziger Schriftstellers Roderich Benedix zurück. Aus diesem wiederum entstand das Lustspiel Le Réveillon des französischen Autorenduos Henri Meilhac und Ludovic Halévy. Mit Réveillon wird in Frankreich das Fest am Heiligen Abend bezeichnet, welches durchaus ausufern kann (ein ähnliches Fest spielt am Rande im zweiten Akt von Giacomo Puccinis Oper La Bohème eine Rolle). Motive und Inhalte bearbeitete Karl Haffner, wobei dessen Vorlage sich als nicht musiktauglich erwies. Der in Wien tätige Kapellmeister, Komponist und Librettist Richard Genée erweiterte diese Vorlage zu einem kompakten, operettentauglichen Stück. Insbesondere machte er ein rauschendes Fest bei einem russischen Großfürsten zum Mittelpunkt des Werkes, um das sich die Intrigen von Eisenstein und Falke entwickeln.
Die Musik soll in den wesentlichen Teilen innerhalb von 42 Tagen im Sommer 1873 in Straussens damaliger Wohnung (1870–1878) in der Maxingstraße 18 in Hietzing (seit 1892 13. Wiener Bezirk) entstanden sein, wobei Strauss hauptsächlich als Urheber der Melodien in Erscheinung trat, während große Teile der Instrumentierung von Genée ausgeführt wurden. Ein Musikstück aus dem neuen Werk wurde bei einem Wohltätigkeitskonzert im Oktober 1873 erstmals dem Wiener Publikum vorgestellt, dies war der Csárdás aus dem zweiten Akt. Dieser und die Ouvertüre sind die einzigen musikalischen Teile, die vollständig von Johann Strauss komponiert wurden.
Wegen des großen Erfolges dieser Csárdás-Aufführung wurde die Uraufführung der gesamten Operette rasch vorangetrieben, musste aber infolge der inzwischen ausgebrochenen Wirtschaftskrise („Gründerkrach“) mehrfach verschoben werden. Schließlich ging sie am 5. April 1874, unter der musikalischen Leitung des Komponisten, im Theater an der Wien über die Bühne. Nach späteren Behauptungen sei sie in Wien kein „Sensationserfolg“ gewesen, in Wirklichkeit fand sie durchwegs anerkennende Zustimmung bei Publikum und Presse. Bis 1888 folgten weitere 199 Aufführungen in demselben Theater. In anderen Städten war allerdings die Aufnahme erheblich besser, zum gleichen Zeitpunkt war sie in Berlin bei einem späteren Startzeitpunkt bereits über 300-mal aufgeführt worden.
Die erste Aufführung in einem Opernhaus erfolgte 1894 unter dem Dirigat von Gustav Mahler im Stadt-Theater Hamburg (Staatsoper).

## Rezeption
Die Fledermaus ist neben dem Zigeunerbaron und Eine Nacht in Venedig eine der drei berühmtesten Strauss-Operetten und zudem eine der wenigen Operetten, die regelmäßig auch an großen internationalen Opernhäusern gespielt werden (meist zu Silvester und im Fasching).
Der Grund hierfür ist vor allem die ausgesprochen feinsinnige, mitreißende und meisterhaft orchestrierte Komposition, die auf einem nicht weniger meisterhaften Libretto aufbaut. Höhepunkte sind das Uhren-Duett (Rosalinde/Gabriel von Eisenstein), der Csárdás, die Arie des Prinzen Orlofsky, die Arie Mein Herr Marquis (Adele) und der Chorwalzer Brüderlein und Schwesterlein – Du und du im zweiten Akt.
Der Text ist eingängig und voller Ironie mit zeitlosen Wahrheiten. Als Beleg kann erneut das Ensemble „Brüderlein und Schwesterlein“ dienen:

„Brüderlein / Brüderlein und Schwesterlein / Lasst das traute Du uns schenken / Für die Ewigkeit / Immer so wie heut / Wenn wir morgen noch dran denken.“

Eine besondere Stellung nimmt die Ouvertüre ein, die, in freier Sonatenhauptsatzform geschrieben, zu den größten Schöpfungen von Johann Strauss zählt. Sie fasst die zahlreichen musikalischen Höhepunkte des gesamten Werkes zusammen und ist mit ihrer abwechslungsreichen Dynamik auch für Spitzenorchester immer wieder eine Herausforderung.
1999 erschien im Rahmen der Neuen Johann Strauss Gesamtausgabe eine zweibändige Neuausgabe der Fledermaus mit dem revidierten Notentext und dem nachkomponierten „Neuen Csárdás“ sowie Entstehungsgeschichte, Revisionsbericht und Textbuch.

## Musikalische Weiterverwendung
Nach Motiven aus dieser Operette entstanden dann eigenständige Werke, die in seinem Werkverzeichnis mit den Opus-Zahlen 362 und 363 sowie 365 bis 368 gekennzeichnet sind. Dabei handelt es sich um folgende Werke:
- Fledermaus-Polka, Opus 362 (Uraufführung am 10. Februar 1874, Sophiensaal)[5]
- Fledermaus-Quadrille, Opus 363 (Uraufführung zwischen April und Juni 1874)[6]
- Tik-Tak-Polka, Polka schnell, Opus 365 (Uraufführung am 6. September 1874, Schwender’s Neue Welt, Hietzing)[7]
- An der Moldau, Polka française, Opus 366 (Uraufführung am 25. Oktober 1874, Großer Saal des Wiener Musikvereins)[8]
- Du und Du, Walzer, Opus 367 (nach den Maßstäben des heutigen Urheberrechts: Du und Du, Walzer von Eduard Strauss nach Motiven der Operette „Die Fledermaus“, veröffentlicht unter dem Namen seines Bruders als op. 367) (Uraufführung als Fledermaus-Walzer am 2. August 1874 in Schwender’s Neue Welt, Hietzing, mit Titel Du und Du am 6. September 1874, ebenfalls Schwender’s Neue Welt, Hietzing)[9]
- Glücklich ist, wer vergißt!, Polka Mazurka, Opus 368 (Erste Aufführungen im Sommer 1874)[10]

Außerdem entstanden noch die ohne Opus-Zahl versehenen Werke Csárdás aus „Die Fledermaus“, und Neuer Csardas für „Die Fledermaus“.

## Fortsetzung
Nahezu völlig vergessen ist, dass es um 1879 Bemühungen gab, Johann Strauss zu einer Fortsetzung der Operette zu bewegen. Dazu hatte Leon Treptow das Libretto verfasst. Nachdem Strauss endgültig ablehnte (er komponierte anschließend die Operette „Das Spitzentuch der Königin“), wurde „Prinz Orlofsky“ schließlich von Carl Alexander Raida vertont und erlebte am 8. April 1882 im Berliner Viktoria-Theater seine Uraufführung. Bekannt ist daraus bestenfalls noch der „Prinz-Orlofsky-Walzer“. Nach 23 Aufführungen wurde das Werk vom Spielplan genommen und scheint keine weitere Aufführung mehr erlebt zu haben.

## Aufnahmen (Auswahl)
- 1950: Chor der Wiener Staatsoper – Wiener Philharmoniker – Clemens Krauss mit Eisenstein: Julius Patzak – Rosalinde: Hilde Güden – Adele: Wilma Lipp – Dr. Falke: Alfred Poell – Frank: Kurt Preger – Prinz Orlofsky: Sieglinde Wagner – Alfred: Anton Dermota – Dr. Blind: August Jaresch (Decca, 2 CD, 425 990 2)
- 1955: Philharmonia Chorus – Philharmonia Orchestra – Herbert von Karajan mit Eisenstein: Nicolai Gedda – Rosalinde: Elisabeth Schwarzkopf – Adele: Rita Streich – Dr. Falke: Erich Kunz – Frank: Karl Dönch – Prinz Orlofsky: Rudolf Christ – Alfred: Helmut Krebs – Dr. Blind: Erich Majkut (EMI, 2 CD, 7 69531 2)
- 1960: Philharmonia Chorus – Philharmonia Orchestra – Otto Ackermann mit Eisenstein: Karl Terkal – Rosalinde: Gerda Scheyrer – Adele: Wilma Lipp – Dr. Falke: Eberhard Waechter – Frank: Walter Berry – Prinz Orlofsky: Christa Ludwig – Alfred: Anton Dermota – Frosch: Erich Kunz (EMI, 2 CD, 5 73851 2)
- 1960: Chor der Wiener Staatsoper – Wiener Philharmoniker – Herbert von Karajan mit Eisenstein: Waldemar Kmentt – Rosalinde: Hilde Güden – Adele: Erika Köth – Dr. Falke: Walter Berry – Frank: Eberhard Waechter – Prinz Orlofsky: Regina Resnik – Alfred: Giuseppe Zampieri – Frosch: Erich Kunz (Decca, 2 CD, 421 046 2)
- 1963: Chor und Orchester der Wiener Staatsoper – Oscar Danon mit Eisenstein: Eberhard Waechter – Rosalinde: Adele Leigh – Adele: Anneliese Rothenberger – Dr. Falke: George London – Frank: Erich Kunz – Prinz Orlofsky: Risë Stevens – Alfred: Sándor Kónya – Frosch: (Rolle gestrichen) (RCA, 2 CD, 88697 46984 2)
- 1963: Chor der Wiener Staatsoper – Wiener Philharmoniker – Robert Stolz mit Eisenstein: Rudolf Schock – Rosalinde: Wilma Lipp – Adele: Renate Holm – Dr. Falke: Claudio Nicolai – Frank: Walter Berry – Prinz Orlofsky: Elisabeth Steiner – Alfred: Cesare Curzi – Frosch: Otto Schenk (Eurodisc, 2 CD, 610 327 232)
- 1964: Chor und Orchester der Kölner Oper – István Kertész, Regie und Drehbuch: Arno Assmann, mit Eisenstein: Herbert Schachtschneider – Rosalinde: Hildegard Hillebrecht – Dr. Falke: Claudio Nicolai – Frank: Benno Kusche – Prinz Orlofsky: Felicia Weathers – Alfred: Albert da Costa – Blind: Hubert Möhler – Frosch: Heinz Erhardt – Ida: Elisabeth Wendt (Pidax, GTIN/EAN: 4260497429791)
- 1972: Chor der Wiener Staatsoper in der Volksoper – Wiener Symphoniker – Willi Boskovsky mit Eisenstein: Nicolai Gedda – Rosalinde: Anneliese Rothenberger – Adele: Renate Holm – Dr. Falke: Dietrich Fischer-Dieskau – Frank: Walter Berry – Prinz Orlofsky: Brigitte Fassbaender – Alfred: Adolf Dallapozza – Frosch: Otto Schenk (EMI, 2 CD, 5 66223 2)
- 1973: Chor der Wiener Staatsoper – Wiener Philharmoniker – Karl Böhm mit Eisenstein: Eberhard Waechter – Rosalinde: Gundula Janowitz – Adele: Renate Holm – Dr. Falke: Heinz Holecek – Frank: Erich Kunz – Prinz Orlofsky: Wolfgang Windgassen – Alfred: Waldemar Kmentt – Frosch: (Rolle gestrichen) (Philips, 2 CD)
- 1975: Chor der Wiener Staatsoper – Wiener Philharmoniker – Herbert von Karajan mit Eisenstein: Waldemar Kmentt – Rosalinde: Hilde Güden – Adele: Erika Köth – Dr. Falke: Walter Berry – Frank: Eberhard Waechter – Prinz Orlofsky: Regina Resnik – Alfred: Giuseppe Zampieri – Frosch: Erich Kunz, Gesangseinlagen als Gäste des Prinzen Orlofsky u. a. von Renata Tebaldi, Jussi Björling, Leontyne Price, Mario del Monaco, Ettore Bastianini, Ljuba Welitsch und Joan Sutherland (Eterna, 3 VP, 8 25 517); Grand Prix du Disque 1976 (Bei dieser Aufnahme handelt es sich um die bereits o. g. Aufnahme aus dem Jahre 1960, aufgenommen im Juni 1960 in Wien, veröffentlicht von DECCA)
- 1976: Chor der Bayerischen Staatsoper München – Bayerisches Staatsorchester – Carlos Kleiber mit Eisenstein: Hermann Prey – Rosalinde: Julia Varady – Adele: Lucia Popp – Dr. Falke: Bernd Weikl – Frank: Benno Kusche – Prinz Orlofsky: Ivan Rebroff – Alfred: René Kollo – Dr. Blind: Ferry Gruber – Frosch: Franz Muxeneder – Ida: Evi List – Ivan: Nikolai Lugowoi (Deutsche Grammophon, 2 CD, 415 646 2)
- 1987: Chor der Bayerischen Staatsoper – Bayerisches Staatsorchester – Carlos Kleiber mit Eisenstein: Eberhard Waechter (Bariton) – Rosalinde: Pamela Coburn – Adele: Janet Perry – Dr. Falke: Wolfgang Brendel – Frank: Benno Kusche – Prinz Orlofsky: Brigitte Fassbaender – Alfred: Josef Hopferwieser – Dr. Blind: Ferry Gruber – Frosch: Franz Muxeneder
- 1988: Niederländischer Opernchor – Concertgebouw-Orchester – Nikolaus Harnoncourt mit Eisenstein: Werner Hollweg – Rosalinde: Edita Gruberová – Adele: Barbara Bonney – Dr. Falke: Anton Scharinger – Frank: Christian Boesch – Prinz Orlofsky: Marjana Lipovsek – Alfred: Josef Protschka – Dr. Blind: Waldemar Kmentt – Frosch: André Heller (Teldec, 2 CD, 2292 42427 2)
- 1991: Chor der Wiener Staatsoper – Wiener Philharmoniker – André Previn mit Eisenstein: Wolfgang Brendel – Rosalinde: Kiri Te Kanawa – Adele: Edita Gruberová – Dr. Falke: Olaf Bär – Frank: Tom Krause – Prinz Orlofsky: Brigitte Fassbaender – Frosch: Otto Schenk (Philips, 2 CD, 432 157 2)
- 1993: Bratislava City Chorus – Czecho-Slovak Radio Symphony Orchestra – Johannes Wildner mit Eisenstein: John Dickie – Rosalinde: Gabriele Fontana – Adele: Brigitte Karwautz – Dr. Falke: Andrea Martin – Frank: Alfred Werner – Prinz Orlofsky: Rohangiz Yachmi-Caucig – Alfred: Josef Hopferwieser – Frosch: Hans Krämmer (Naxos, 2 CD, 5 66223 2)

## Verfilmungen
Verfilmungen der Operette:
- 1917: Das fidele Gefängnis (Deutschland) – Unter der Regie von Ernst Lubitsch spielten Ossi Oswalda, Harry Liedtke und Emil Jannings in dem Film, der nach Motiven der Operette entstand.
- 1923: Die Fledermaus (Deutschland) – Unter der Regie von Max Mack spielten Eva May, Harry Liedtke, Lya de Putti, Paul Heidemann in einem Stummfilm nach Motiven der Operette.
- 1931: Die Fledermaus (Frankreich/Deutschland) – Unter der Regie von Carl Lamač spielten Anny Ondra, Georg Alexander in dieser Coproduktion.
- 1933: Die Fledermaus (Großbritannien) – Unter der Regie von Wilhelm Thiele mit Fritz Schulz.
- 1937: Die Fledermaus (Deutschland) – Unter der Regie von Paul Verhoeven spielten Lída Baarová, Hans Söhnker, Hans Moser, Friedl Czepa, Georg Alexander u. v. a. Der Teil der Handlung, der sich an der „Fledermaus“ orientiert, macht als Traumsequenz etwa die letzten zwei Drittel des Films aus und enthält zahlreiche entsprechende Gesangseinlagen.
- 1946: Die Fledermaus (Deutschland) – Unter der Regie von Géza von Bolváry spielten Johannes Heesters, Marte Harell, Will Dohm, Josef Egger, Hans Brausewetter, Willy Fritsch und Siegfried Breuer die Hauptrollen. Die Musik in dieser weitestgehend gesangsfreien Filmversion ist nicht im Original von Johann Strauss zu hören, sondern in einer Bearbeitung von Alois Melichar. Der 1944 gedrehte Film war bei Kriegsende im Schnitt, wurde von der DEFA fertiggestellt und kam als Überläufer 1946 in die Kinos.
- 1955: Fledermaus 1955 (GB/BRD) – In Großbritannien kam der Film unter dem Titel „Oh, Rosalinda!“ und in Deutschland unter dem Titel „Fledermaus 1955“ in die Kinos. Unter der Regie von Michael Powell spielten Adolf Wohlbrück, Michael Redgrave, Ludmilla Tscherina, Mel Ferrer und Anneliese Rothenberger die Hauptrollen. Die Handlung war in dieser Verfilmung in das viergeteilte Wien nach dem Zweiten Weltkrieg verlegt worden.
- 1955: Rauschende Melodien (DDR) – Auch die DEFA nahm sich im selben Jahr dieses Werks an. Regisseur E. W. Fiedler war zugleich sein eigener Drehbuchautor und Kameramann. Unter seiner Regie spielten Jarmila Ksirowa, Sonja Schöner, Erich Arnold und neuerlich Josef Egger die Hauptrollen.
- 1959: (Deutschland) – Im Auftrag des WDR entstand unter der Regie von Kurt Wilhelm eine Verfilmung mit Friedrich Schoenfelder (Eisenstein), Nadia Gray (Rosalinde) und Gerlinde Locker (Adele) in den Hauptrollen, gesungen wurden die Partien von Fritz Wunderlich, Antonia Fahberg und Rita Bartos. Ungewöhnlich der Vorspann, bei der zur Ouvertüre die Vorgeschichte der Operette in einem Album mit gemalten Bildern erzählt wird, das von Adele umgeblättert wird.
- 1962: Die Fledermaus (Österreich) – Géza von Cziffra (Buch und Regie) brachte 1962 eine eigenwillige Version der Operette heraus. Wie schon in der deutschen Produktion von 1944/1945 war die Musik stark bearbeitet worden. Auch von der ursprünglichen Handlung findet man nur noch wenige Motive. Wer glaubt, unter dem Titel „Die Fledermaus“ auch eine Verfilmung der Operette erwarten zu können, wird enttäuscht sein. Die Hauptrollen waren mit Peter Alexander, Marika Rökk, Willy Millowitsch und Hans Moser prominent besetzt.
- 1972: Die Fledermaus (Österreich) – Fernsehverfilmung in der Regie von Otto Schenk. Die Wiener Philharmoniker unter der Leitung von Karl Böhm, es singen Gundula Janowitz, Eberhard Wächter, Wolfgang Windgassen, Heinz Holecek, Erich Kunz, Otto Schenk (als Frosch) und Renate Holm.
- 2003: Die BBC hat in Coproduktion mit Opus Arte im Jahr 2003 eine Aufführung im Glyndebourne Opera House, Lewes, Sussex, aufgenommen, ausgestrahlt und vertreibt sie auch als DVD. Die Texte wurden teilweise neu gefasst, sind aber in Deutsch. Es singen unter anderem Pamela Armstrong (Rosalinde), Lyubov Petrova (Adele), Thomas Allen (Eisenstein) und Malena Ernman als Prinz Orlofsky.